# جون خواكيم
جون خواكيم (بالإنجليزية: John Joachim)‏ هو مجدف أمريكي، ولد في 8 أبريل 1874 في بوميروي في الولايات المتحدة، وتوفي في 21 أكتوبر 1942 في سانت لويس في الولايات المتحدة.

## وصلات خارجية
- جون خواكيم على موقع الاتحاد الدولي للتجديف (الإنجليزية)
- جون خواكيم على موقع أوليمبيديا (الإنجليزية)